# Luke's Fireworks Fizzle
Luke's fireworks fizzle è un cortometraggio comico muto del 1916 diretto da Hal Roach e interpretato da Harold Lloyd.

## Trama
Luke lavora in una fabbrica di fuochi d'artificio.